# Arcoptilia gizan
Arcoptilia gizan là một loài bướm đêm thuộc họ Pterophoridae. Nó được tìm thấy ở Ethiopia, Somalia, Oman, Ả Rập Xê Út và Yemen.